# Chapaize
Chapaize település Franciaországban, Saône-et-Loire megyében. Lakosainak száma 166 fő (2022. január 1.). Chapaize Champagny-sous-Uxelles, Bissy-sous-Uxelles, La Chapelle-sous-Brancion, Chissey-lès-Mâcon, Cormatin, Étrigny, Malay és Martailly-lès-Brancion községekkel határos.

## Népesség
A település népességének változása:
| Lakosok száma | 142  | 151  | 155  | 157  | 161  | 165  | 164  | 164  | 166  |
|               | 2013 | 2015 | 2016 | 2017 | 2018 | 2019 | 2020 | 2021 | 2022 |